# Walter Kamper
Walter Kamper (* 6. Oktober 1931 in Wien; † 26. September 2015 in Graz) war ein österreichischer Pianist.

## Leben
Kamper studierte an der Wiener Hochschule für Musik und darstellende Kunst bei Richard Hauser und an der Berliner Staatlichen Hochschule für Musik und Darstellende Kunst bei Helmut Roloff. Sein Debüt als Konzertpianist hatte er im Jahr 1951 in Wien. Ab 1963 bis zu seiner Emeritierung im Jahr 2000 unterrichtete er an der Universität für Musik und darstellende Kunst Graz. Mit Michael Schnitzler und Walther Schulz gründete er im Jahr 1964 das Haydn Trio. Im Jahr 1979 erfolgte die Ernennung zum ordentlichen Hochschulprofessor für Klavier.
Kamper war Preisträger zahlreicher internationaler Wettbewerbe, unter anderem des Concours International Genève 1952 und Concours International Reine Elisabeth Bruxelles 1960. Im Jahr 1996 wurde er mit dem Österreichischen Ehrenkreuz für Wissenschaft und Kunst I. Klasse ausgezeichnet.